# Chloe (série de televisão)
Chloe é uma série de televisão britânica de suspense psicológico criada por Alice Seabright para a BBC e Amazon Studios. A série estreou no Reino Unido na BBC One em 6 de fevereiro de 2022 e foi lançada mundialmente em 24 de junho no Amazon Prime Video. Foi aclamado pela crítica, com elogios ao desempenho de Erin Doherty.

## Elenco
- Erin Doherty como Becky Green
- Billy Howle como Elliot Fairbourne
- Pippa Bennett-Warner como Livia Fulton
- Jack Farthing como Richard Greenbank
- Poppy Gilbert como Chloe Fairbourne
- Akshay Khanna como Anish
- Brandon Micheal Hall como Josh Stanfield
- Lisa Palfrey como Pam
- Scott Rose-Marsh como Jerome
- Alexander Eliot como Phil Fulton

## Lançamento
A BBC lançou um trailer da série em janeiro de 2022, anunciando sua data de exibição na BBC One e BBC iPlayer em 6 de fevereiro de 2022. A série foi lançada internacionalmente no Amazon Prime Video.

## Recepção
No Rotten Tomatoes, a série possui um índice de aprovação de 94%, com uma nota média de 7,8 em 10, com base em 31 críticas. O consenso crítico do site dizia: "Chloe às vezes pode forçar a credulidade, mas o excelente desempenho de Erin Doherty traz um toque humano a este thriller tecnológico". No Metacritic, que utiliza uma média ponderada, a série recebeu uma pontuação de 86 em 100, com base em 13 avaliações, indicando "aclamação universal".
Lucy Mangan, do The Guardian, escreveu: "[a série] é uma espécie de mistério de assassinato feroz e fresco que é tão bem roteirizado quanto ritmado, e cujos muitos fios são mantidos firmemente unidos por uma excelente atuação de Erin Doherty". Sabrina Barr, do Metro, escreveu que a série "destaca a obsessão doentia que muitos de nós podemos ter tanto nas redes sociais quanto na comparação de nossas vidas com a dos outros".